# اوفیر هایم
اوفیر هایم (عبری: אופיר חיים‎؛ ۲۱ آوریل ۱۹۷۵) بازیکن سابق و سرمربی فوتبال فوتبال اهل اسرائیل است که اکنون مربی‌گری هر دو تیم ملی زیر ۱۹ سال و زیر ۲۰ سال اسرائیل را بر عهده دارد.